# Episodi di Lucy Show (quarta stagione)
La quarta stagione della serie televisiva Lucy Show (The Lucy Show) è andata in onda negli Stati Uniti dal 13 settembre 1965 al 21 marzo 1966 sulla CBS.
| nº | Titolo originale                         | Prima TV USA      | Titolo italiano | Prima TV Italia |
| -- | ---------------------------------------- | ----------------- | --------------- | --------------- |
| 1  | Lucy at Marineland                       | 13 settembre 1965 |                 |                 |
| 2  | Lucy and the Golden Greek                | 20 settembre 1965 |                 |                 |
| 3  | Lucy in the Music World                  | 27 settembre 1965 |                 |                 |
| 4  | Lucy and Joan                            | 11 ottobre 1965   |                 |                 |
| 5  | Lucy, the Stunt Man                      | 18 ottobre 1965   |                 |                 |
| 6  | Lucy and the Countess Have a Horse Guest | 25 ottobre 1965   |                 |                 |
| 7  | Lucy Helps Danny Thomas                  | 1º novembre 1965  |                 |                 |
| 8  | Lucy Helps the Countess                  | 8 novembre 1965   |                 |                 |
| 9  | Lucy and the Sleeping Beauty             | 15 novembre 1965  |                 |                 |
| 10 | Lucy, the Undercover Agent               | 22 novembre 1965  |                 |                 |
| 11 | Lucy and the Return of the Iron Man      | 29 novembre 1965  |                 |                 |
| 12 | Lucy Saves Milton Berle                  | 6 dicembre 1965   |                 |                 |
| 13 | Lucy, the Choirmaster                    | 13 dicembre 1965  |                 |                 |
| 14 | Lucy Discovers Wayne Newton              | 27 dicembre 1965  |                 |                 |
| 15 | Lucy, the Rain Goddess                   | 3 gennaio 1966    |                 |                 |
| 16 | Lucy and Art Linkletter                  | 10 gennaio 1966   |                 |                 |
| 17 | Lucy Bags a Bargain                      | 17 gennaio 1966   |                 |                 |
| 18 | Lucy Meets Mickey Rooney                 | 24 gennaio 1966   |                 |                 |
| 19 | Lucy and the Soap Opera                  | 31 gennaio 1966   |                 |                 |
| 20 | Lucy Goes to a Hollywood Premiere        | 7 febbraio 1966   |                 |                 |
| 21 | Lucy Dates Dean Martin                   | 14 febbraio 1966  |                 |                 |
| 22 | Lucy and Bob Crane                       | 21 febbraio 1966  |                 |                 |
| 23 | Lucy, the Robot                          | 28 febbraio 1966  |                 |                 |
| 24 | Lucy and Clint Walker                    | 7 marzo 1966      |                 |                 |
| 25 | Lucy, the Gun Moll                       | 14 marzo 1966     |                 |                 |
| 26 | Lucy, the Superwoman                     | 21 marzo 1966     |                 |                 |

## Lucy at Marineland
- Prima televisiva: 13 settembre 1965
- Diretto da: Maury Thompson

### Trama
- Guest star: Jimmy Piersall (se stesso), Harvey Korman

## Lucy and the Golden Greek
- Prima televisiva: 20 settembre 1965
- Diretto da: Maury Thompson

### Trama
- Guest star: Robert Fortier, Joe De Santis, Howard Morris (Howard Cole)

## Lucy in the Music World
- Prima televisiva: 27 settembre 1965
- Diretto da: Maury Thompson

### Trama
- Guest star: Mel Tormé (Mel Tinker), Lou Krugman (Barney Miller)

## Lucy and Joan
- Prima televisiva: 11 ottobre 1965
- Diretto da: Maury Thompson

### Trama
- Guest star: Keith Andes (Brad Collins), Joan Blondell (Joan Brenner)

## Lucy, the Stunt Man
- Prima televisiva: 18 ottobre 1965
- Diretto da: Maury Thompson

### Trama
- Guest star: Keith Andes (Brad Collins), Joan Blondell (Joan Brenner), Don McGowan

## Lucy and the Countess Have a Horse Guest
- Prima televisiva: 25 ottobre 1965
- Diretto da: Maury Thompson

### Trama
- Guest star: William Frawley (Stable Hand), Ann Sothern (Rosie Harrigan/Countess Framboise)

## Lucy Helps Danny Thomas
- Prima televisiva: 1º novembre 1965
- Diretto da: Maury Thompson

### Trama
- Guest star: Danny Thomas (se stesso)

## Lucy Helps the Countess
- Prima televisiva: 8 novembre 1965
- Diretto da: Maury Thompson

### Trama
- Guest star: Ann Sothern (Rosie Harrigan/Countess Framboise), Karen Norris

## Lucy and the Sleeping Beauty
- Prima televisiva: 15 novembre 1965
- Diretto da: Maury Thompson

### Trama
- Guest star: Clint Walker (Frank)

## Lucy, the Undercover Agent
- Prima televisiva: 22 novembre 1965
- Diretto da: Maury Thompson

### Trama
- Guest star: Jack Cassidy, Ann Sothern (Rosie Harrigan/Countess Framboise)

## Lucy and the Return of the Iron Man
- Prima televisiva: 29 novembre 1965
- Diretto da: Maury Thompson

### Trama
- Guest star: Ross Elliott

## Lucy Saves Milton Berle
- Prima televisiva: 6 dicembre 1965
- Diretto da: Maury Thompson

### Trama
- Guest star: Milton Berle (se stesso)

## Lucy, the Choirmaster
- Prima televisiva: 13 dicembre 1965
- Diretto da: Maury Thompson

### Trama
- Guest star: Ted Eccles (Barry), Lloyd Corrigan (Tree Salesman), Sid Gould (Joe), St. Charles Boys Choir (loro stessi), Theodore Miller (Lenny), Michael F. Blake (Malcolm)

## Lucy Discovers Wayne Newton
- Prima televisiva: 27 dicembre 1965
- Diretto da: Maury Thompson

### Trama
- Guest star: Gary Morton (Mr. Morton), Wayne Newton (se stesso)

## Lucy, the Rain Goddess
- Prima televisiva: 3 gennaio 1966
- Diretto da: Maury Thompson

### Trama
- Guest star: Douglas Fowley (capo), Jamie Farr (Brave), Larry J. Blake (Medicine Man)

## Lucy and Art Linkletter
- Prima televisiva: 10 gennaio 1966
- Diretto da: Maury Thompson

### Trama
- Guest star: Art Linkletter (se stesso), Doris Singleton (Helen Cosgrove), Jackie Searl (Convict)

## Lucy Bags a Bargain
- Prima televisiva: 17 gennaio 1966
- Diretto da: Maury Thompson

### Trama
- Guest star: Barbara Morrison

## Lucy Meets Mickey Rooney
- Prima televisiva: 24 gennaio 1966
- Diretto da: Maury Thompson

### Trama
- Guest star: Mickey Rooney (se stesso)

## Lucy and the Soap Opera
- Prima televisiva: 31 gennaio 1966
- Diretto da: Maury Thompson

### Trama
- Guest star: Bennett Green (giurato), Jane Kean (Beautiful Juror), John Howard (Roger Gregory), Mary Jane Croft (Mary Jane Lewis), Jan Murray (Peter Shannon)

## Lucy Goes to a Hollywood Premiere
- Prima televisiva: 7 febbraio 1966
- Diretto da: Maury Thompson

### Trama
- Guest star: Edward G. Robinson (se stesso), Reta Shaw (vicino), Vince Edwards (se stesso), Johnny Grant (se stesso), Jimmy Durante (se stesso), Kirk Douglas (se stesso)

## Lucy Dates Dean Martin
- Prima televisiva: 14 febbraio 1966
- Diretto da: Maury Thompson

### Trama
- Guest star: Dean Martin (se stesso)

## Lucy and Bob Crane
- Prima televisiva: 21 febbraio 1966
- Diretto da: Maury Thompson

### Trama
- Guest star: Bob Crane (se stesso), John Banner (sergente Schultz)

## Lucy, the Robot
- Prima televisiva: 28 febbraio 1966
- Diretto da: Maury Thompson

### Trama
- Guest star: Jay Novello (Sam Boscovitch), Jay North (Wendell)

## Lucy and Clint Walker
- Prima televisiva: 7 marzo 1966
- Diretto da: Maury Thompson

### Trama
- Guest star: Clint Walker (Frank)

## Lucy, the Gun Moll
- Prima televisiva: 14 marzo 1966
- Diretto da: Maury Thompson
- Scritto da: Robert O'Brien

### Trama
- Guest star: Robert Stack (Agent Briggs), Bruce Gordon (Big Nick), Steve London (Agent Lane), Walter Winchell (narratore)

## Lucy, the Superwoman
- Prima televisiva: 21 marzo 1966
- Diretto da: Maury Thompson

### Trama
- Guest star: Herb Vigran (Mr. Vigran), Joel Marston (reporter), Natalie Masters (donna), John Perri (Vitamin Man), Sid Gould (lavoratore), Joyce Perry (segretario/a), Jack Perkins (Terrible Tony)